# Conmee
Conmee to gmina (ang. township) w Kanadzie, w prowincji Ontario, w dystrykcie Thunder Bay.
Powierzchnia Conmee to 167,55 km².
Według danych spisu powszechnego z roku 2001 Conmee liczy 748 mieszkańców (4,46 os./km²).